# Retrato del editor Eduard Kosmack
Retrato del editor Eduard Kosmack es una pintura al óleo sobre lienzo (100 cm x 100 cm) realizada en 1910 por el pintor Egon Schiele. Se conserva en la Galería Belvedere de Viena.
Eduard Kosmack era editor de dos importantes revistas en Viena, Der Architect y Das Interior, y una figura muy influyente en los círculos artísticos de la época, conocido también como un notable hipnotizador, lo que en su retrato se refleja en su actitud, postura e intensa mirada. Las líneas nerviosas y colores deslavazados típicos de las obras de Schiele ya están presentes. La fuerte tensión interior está subrayada por la mirada directa y el contorno irregular del cuerpo del sujeto sentado. Finalmente el girasol marchito a su lado crea un fuerte impacto simbólico. El sentido de cierre y reflexión viene dado por las manos, colgando juntas entre las piernas.